# عبدالفتاح سلطانی
عبدالفتاح سلطانی (متولد ۱۱ آبان ۱۳۳۲) وکیل دادگستری، زندانی سیاسی، عضو کانون مدافعان حقوق بشر و عضو سابق هیئت مدیره کانون وکلای دادگستری است.

## سوابق کاری
وی سابقه وکالت در بسیاری از پرونده‌هایی که دارای جنبه حقوق بشری است، پرونده فعالان سیاسی، دانشجویان، روزنامه‌نگاران و… را دارد، که می‌توان به پرونده اکبر گنجی، پرونده زهرا کاظمی، پرونده زهرا بنی یعقوب، پرونده هاله اسفندیاری، پرونده نیروهای ملی مذهبی، پرونده سهیل آصفی، پرونده معلمان، پرونده اعضای سندیکای شرکت واحد و پرونده کارکنان سازمان انرژی اتمی متهم شده به جاسوسی اشاره کرد.

## زندان پس از انتخابات ریاست جمهوری (۱۳۸۸)
سلطانی پس از اعتراضات مردم ایران به نتایج انتخابات ریاست جمهوری (۱۳۸۸) در ۲۶ خرداد ۱۳۸۸ در پی اعتراضات به نتایج انتخابات توسط ضابطان دادگستری دستگیر و روانه بند دویست و نُه زندان اوین شد. اساس اتهامات علیه وی، شرکت در تأسیس «کانون مدافعان حقوق بشر ایران»، دریافت جایزه حقوق بشر شهر نورنبرگ آلمان، فعالیت تبلیغی علیه نظام و مصاحبه با رسانه‌ها دربارهٔ وضعیت موکلانش است. او توسط قاضی مرتضوی متهم به جاسوسی از طریق افشای اطلاعات پرونده موکلان خود که به جاسوسی متهم شده بودند و همچنین تبلیغ علیه نظام شد و بیش از ۷ ماه را در زندان اوین گذراند.
در دادگاه تجدید نظر به ۵ سال حبس و ۵ سال محرومیت از خدمات اجتماعی محکوم گردید. اما دادگاه تجدید نظر وی را پس از ۲۱۹ روز حبس از کلیه اتهامات تبرئه کرد و تلاشهای او برای تحت پیگرد قرار دادن مقامات دستگاه قضایی به نتیجه‌ای نرسید.
همسر او، معصومه دهقان، روز ۲۲ تیر ماه پس از ملاقات با عبدالفتاح سلطانی در زندان اوین گفت که همسرش متهم به «تشکیک در انتخابات» شده و به موجب ماده ۶۱۰ قانون مجازات اسلامی در زندان به سر می‌برد. این ماده به تبانی چند نفر برای اقدام علیه امنیت ملی اشاره دارد. به گفتهٔ معصومه دهقان حُکم بازداشت سلطانی نیز توسط راسخ صادر شده که پیشتر سلطانی علیه او به دادگاه شکایت برده‌است.
عبدالفتاح سلطانی در ۲۷ آبان ۱۳۹۰، از جواد لاریجانی به دلیل دروغ پردازی شکایت کرد.
عبدالفتاح سلطانی، روز هجدهم دیماه به دلیل وجود ایراداتی در نحوهٔ برپایی دادگاه، حاضر نشد، در شعبه ۲۶ دادگاه انقلاب اسلامی به ریاست قاضی پیرعباس از خود دفاع کند.
مائده سلطانی، فرزند او با اعلام این خبر به جرس گفت: پدرم دو ایراد اساسی به دادگاه داشت. یکی این که دادگاه او باید با حضور هیئت منصفه و با شرایط دادگاه سیاسی باشد. همچنین ادامهٔ بازداشت او غیرقانونی است و باید به قرار بازداشت تبدیل و آزاد شود.
عبدالفتاح سلطانی در اسفند ماه ۱۳۹۰، در شعبه ۲۶ دادگاه انقلاب اسلامی تهران به ریاست قاضی پیر عباس به ۱۸ سال حبس در تبعید به شهر برازجان و ۲۰ سال محرومیت از وکالت محکوم شد. فرزند کوچک او، هما در تاریخ دوازدهم مرداد هزار و سیصد و نود و هفت بر اثر ایست قلبی درگذشت.

### جایزه حقوق بشر اروپا
۲۸ نوامبر ۲۰۱۹ (هفتم آذز ۱۳۹۸) شورای انجمن‌های حقوقی و وکالت اروپا جایزه حقوق بشر خود را به چهار وکیل حقوقی ایران، از ح
جمله عبدالفتاح سلطانی، اعطا کرد. این چهار وکیل بخاطر دفاع از زندانیان سیاسی هم‌اکنون در زندانهای ایران اسیر هستند.